# NGC 4842
NGC 4842 é uma galáxia elíptica na direção da constelação de Coma Berenices. O objeto foi descoberto pelo astrônomo Heinrich d'Arrest em 1865, usando um telescópio refrator com abertura de 11 polegadas. Devido a sua moderada magnitude aparente (+14), é visível apenas com telescópios amadores ou com equipamentos superiores. 